# Mjölmusseron
Mjölmusseron (Tricholoma ustaloides) är en svampart som beskrevs av Romagn. 1954. Mjölmusseron ingår i släktet musseroner och familjen Tricholomataceae.  Arten är reproducerande i Sverige. Inga underarter finns listade i Catalogue of Life.